# Lucía Covarrubias
Lucía Covarrubias Mercado (Lima, 7 de febrero de 1987) es una cantante, compositora y personalidad de televisión peruana-chilena radicada en México, que desempeña su trayectoria artística en el género pop-rock, además de sus breves participaciones en los realitys show de Perú y Chile. 

## Biografía
Nació el 7 de febrero de 1987 en Lima, bajo el nombre de Lucía Covarrubias Mercado; es proveniente de una familia de raíces chilenas y peruanas. Vivió en su ciudad natal hasta la edad de tres años cuando se muda a Chile, donde estudió interpretación musical en la Escuela Moderna de Música y Danza en el dicho país.
Pero fue hasta el año 2005, cuando dio inicio a su carrera artística participando el reality show chileno Rojo fama contrafama, incluyendo en el otro formato Yingo. En el año 2007 formando el trío musical Sum en el género pop-rock. A partir del año 2009, se incursiona como personalidad de televisión, integrándose en el reparto central del reality show Calle 7, desempeñándose en el rol de competidora.
Regresó al Perú en 2014, para asumir como reportera y locutora del programa televisivo Calle 7 Perú de Latina Televisión, y se incluye al elenco principal de participantes del programa de competencia física Combate durante ese año. En ese mismo año, fue parte del elenco de No eres tú, soy yo.
Más tarde, retomó su carrera musical, lanzando el tema musical «Apaga la luz» en 2015. Además, participó en el programa concurso La voz Perú de Latina Televisión, asumiendo el rol de participante del equipo del cantante mexicano Kalimba. Pese a ello, participó en representación de Chile, en la Competencia Internacional del Festival Internacional de la Canción de Viña del Mar en 2016 en dúo con su hermano Cristian Covarrubias, consagrándose como ganadora de la Gaviota de Plata, en la categoría «Mejor canción» por el tema musical «Te quiero».
En el año 2019, lanzó su canción «¿A quién no le gusta el reggaeton?» con la dirección musical de Diego Álvarez y producido por Nicolás Quiroga. En ese año, estrena su álbum Por ti, al cielo.[cita requerida]
Durante su época como solista, Covarrubias lanzó sus siguientes temas para las bandas sonoras de las películas Utopía, Sobredosis de amor, Me haces bien y la serie web Aislados.
A partir del año 2020, se muda a México para continuar sus proyectos artísticos. Como compositora, prestó su colaboración con las artistas mexicanas Sandra Echeverría y Paulina Goto. En el año 2022, participó en la obra musical Siete veces adiós con Fernanda Castillo, volviendo en la segunda temporada de 2023. Durante esa época, contraería una relación sentimental con la actriz Nidia Bermejo, confirmando así su lesbianismo.
En el año 2022, se unió con la banda colombiana Bacilos para el lanzamiento del sencillo No me nanaees, tema musical de su autoría, obteniendo éxito en el territorio mexicano así como a nivel de Sudamérica.

## Discografía

### Álbum de estudio
- 2019: Por ti, al cielo

### Sencillos
- 2013: Por ti
- 2018: Estaré junto a ti
- 2019: Aleluya
- 2020: Qué importa
- 2020: Tus besos
- 2020: Canción sin miedo
- 2021: La cosa es buena
- 2021: Toda todita
- 2021: La cosa es buena (Acústico)
- 2021: Me gustas
- 2021: Tu boca
- 2022: El amor es un invento (Elenco original)
- 2022: Siete veces adiós
- 2022: Disparo
- 2022: Solita que contigo
- 2022: Tiemblo
- 2022: No me nanaees
- 2023: Flor de cempansúchil
- 2023: No necesito
- 2023: Eterno instante
- 2023: Lleno de amor
- 2023: Enchilangas
- 2024: Shalalala
- 2024: Sie7e
- 2024: Nudo ciego

## Televisión
- Rojo fama contrafama (2005), participante.
- Yingo (2005), participante.
- Calle 7 (2009-2013), competidora.
- Calle 7 Perú (2014), reportera y locutora.
- Combate (2014), competidora.
- La voz Perú (2015), participante.